# Hejdel
Zasugerowano, aby ten artykuł podzielić na różne artykuły – stworzyć osobne artykuły dla herbów.
Hejdelowie herbu własnego (Hejdel), znani również jako Heydelowie – polska rodzina szlachecka i baronowska pochodzenia niemieckiego.

## Historia
Rycerze z Turyngii, herbu własnego, którzy przywędrowali do Polski z królem Augustem II (wybrany na króla 1697). Jan Sebastian Heydel otrzymał w 1772 od króla Stanisława Augusta dziedziczny tytuł baronowski. Jest to jedna z niewielu baronowska rodzina polska z nadania króla polskiego. Rudolf, syn Jana Sebastiana, otrzymał potwierdzenie tytułu baronowskiego w Królestwie Polskim od Deputacji Senatu Królestwa Polskiego w 1820 roku oraz w Austrii od Habsburgów dla siebie i swych potomków w 1838 roku.o

## Opis herbu
Rodzina używała kilku herbów, co do których kształtu istniały wśród heraldyków rozbieżności. Według Uruskiego pierwotnym jej herbem był: W polu czerwonym miecz srebrny, przy którego rękojeści mały półksiężyc złoty, rogami do rękojeści. W klejnocie ogon pawi z pięciu piór. Następnie, przy otrzymaniu tytułu barona w 1772 dodano z prawej pole błękitne, w którym półksiężyc złoty, a nad nim takiż krzyż kawalerski (Szeliga). Dodano też małe pólko u głowicy. Istnieją sprzeczne informacje co do jego zawartości. Według Otto Titana von Hefnera, którą to opinię powtarza Juliusz Karol Ostrowski, w pólku tym, srebrnym, powinien być gołąb. Autorzy ci, rekonstruują również labry jako czerwone, podbite błękitem. Natomiast Seweryn Uruski uważa, że pole to jest czerwone i zawiera orła srebrnego. Tak też rekonstruuje herb współczesny heraldyk, Tadeusz Gajl: Na tarczy dwudzielnej w słup, w polu prawym, błękitnym, półksiężyc złoty, nad którym takiż krzyż kawalerski, w polu lewym, czerwonym, miecz srebrny, przy którego rękojeści, z prawej, półksiężyc złoty rogami w lewo. U głowicy, pośrodku, pólko czerwone, kwadratowe, w którym orzeł srebrny. W klejnocie ogon pawi z pięciu piór. Labry czerwone, podbite błękitem. Następny herb, nadany z tytułem baronowskim austriackim, różnił się według Uruskiego przeniesieniem orła do klejnotu i umieszczeniem go na ogonie pawim. Uruski twierdził też, że bezpośrednio nad tarczą powinna być korona, w której opisany klejnot. Natomiast Ostrowski daje nad koroną baronowską jeszcze hełm ukoronowany, a dopiero na nim klejnot. Hefner zaś zrekonstruował ten herb jak zwykły szlachecki. Ostrowski za Hefnerem podaje jeszcze brak półksiężyca przy mieczu oraz labry z prawej błękitne, z lewej czerwone, podbite srebrem.